# Rizah Sheqiri
Rizah Sheqiri, född 12 januari 1961, är en svensk-albansk författare född i Baraina, Kosovo och har studerat litteratur- och språkvetenskap vid Pristinas universitet. Efter att ha arbetat i sju år på radiostationen Radio Pristina i Kosovo, invandrade han till Sverige. I Sverige verkar han som författare och är sedan 1994 medlem i Svenska författarförbundet och Sveriges internationella författarförening .
Han är också medlem i flera föreningar samt vice ordförande för Blekinges Skrivarklubb.
Han är lektör vid BTJ i Lund samt arbetar som modersmålslärare.
Rizah Sheqiri skriver poesi och prosa för vuxna, ungdomar och barn. Han har hittills publicerat fyrtio böcker.

## Produktion

### Böcker
| år | Titel                                                                                 |
| Böcker på albanska | Böcker på albanska                                                                    |
| --- | ------------------------------------------------------------------------------------- |
| 1998 | Flutura në natë. Poesi. Titelöversättning: Nattens fjärilar                           |
| 1998 | Kur bishti e harron kokën (vjersha humoristike dhe fabula)                            |
| 1998 | Në shoqëri me të adhuruarit e mi (vjersha për fëmijë)                                 |
| 1999 | Pranverë pa pranverë (vjersha)                                                        |
| 2000 | Pak më ndryshe (tregime dhe përralla)                                                 |
| 2000 | Shoferi i lojës (tregime për fëmijë)                                                  |
| 2000 | Nëse patjetër të duhet e vërteta (Poesi på albanska och svenska)                      |
| 2000 | Nëse patjetër të duhet e vërteta (Poesi på albanska och tyska)                        |
| 2000 | Përqafim në ëndërr (tregime)                                                          |
| Böcker på svenska |                                                                                       |
| 2002 | Utan hem. Var ska man bo? Noveller & dikter                                           |
| 2003 | Att ta emot sanningen. Dikter med tolkning från albanska till svenska av Ullmar Quick |
| Ett hjärta fullt av kärlek (På albanska: Zemër krejt dashuri). Barn- och ungdomsbok med verser, dikter - tvåspråkig albansk-svensk |                                                                                       |

### Novellsamlingar på albanska
- Rruga drejt vendlindjes (Väggen mot hemlandet), Bokförlaget "Lilo"- Tirana-Albanien, 1997
- Përqafim në ëndërr (Kram i drömmen), Eget förlag, - Karlskrona, 2000
- Futura në kaktuse (Fjärilar i kaktusar) Bokförlaget ”Rizah Sheqiri” - Karlskrona, 2005

### Novellsamlingar på svenska
- De rostiga patronerna, en antologi publicerat 2006 av SkrivarSidans Förlag

### Barn- och ungdomsböcker
- Hëna e di lojën (Månen kan leka) Bokförlaget ETMM Kosovo, Pristina 1990 / Bokförlaget "Besa"- Sverige, 1995
- Zemër krejt dashuri (Ett hjärta fullt av kärlek) Bokförlaget Forumi i Krijuesëve të Artit, Pristina 1990
- Çerdhja e gëzimit (Gladans bo) Eget förlag, 1992
- Mos na e ndalni rritën (Stoppa inte vår växt) Bokförlaget Klubi Letrar "J.Gërvalla", Malmö 1992
- Shëngjergjat e mi (Mina vårar) Bokförlaget BShSh në Suedi, Malmö, 1993
- Peshq të vegjël (De små fiskarna) LASH "N.Frashëri" Suedi, Malmö 1993
- Bashkë shkojnë e vijnë ndërrojnë mote e stinë (De tillsammans går byter årstider och år) Bokförlaget "Besa"- Sverige 1996
- Shëtitja (Utflykten) Bokförlaget "Lilo"- Albanien 1998
- Kujt i buzëqeshin lulet (Mot vem ler blommor) Bokförlaget "Toena"- Albanien 1998
- Dashuri mbi dashuritë (Kärlek över kärlek) Bokförlaget "Besa"- Sverige 1998
- Kur bishti e harron kokën (När svansen glömmer huvudet) Bokförlaget "Lilo"- Albanien 1998
- Në shoqëri me të adhuruarit e mi (I sällskap av mina favoriter) Bokförlaget "Toena"- Albanien & NBV - Karlskrona 1998
- Pranverë pa pranverë (Vår utan vår) Bokförlaget "Toena"- Albanien 1999
- Pak më ndryshe (Lite annorlunda) Bokförlaget "Doruntina"- Tyskland 2000
- Shoferi i lojës (Lekens chaufför) Bokförlaget "Doruntina"- Tyskland 2000
- Përqafim në ëndërr, (En kram i drömmen) Eget förlag – Sverige, 2000
- Utan hem var ska man bo? - Bokförlaget Länsbibliotek Sydost & projektet "Broar, skattkistor och guld", 2002
- Pranvera do të vijë (Våren ska komma)- Bokförlaget "Doruntina"- Tyskland 2002
- Zemër krejt dashuri (Ett hjärta fullt av kärlek) Bokförlaget SHKSH "Ardhmëria" Karlskrona 2003
- 88 gjëza, (88 gåtor) dikter, Bokförlaget "Rizah Sheqiri" – Sverige, 2004
- Magjistari i shtatë ngjyrave (Sju färgers troll), Bokförlaget "Rizah Sheqiri" – Sverige, 2004
- Të dua shumë, (Jag älskar dig mycket) dikter, Bokförlaget "Rizah Sheqiri" – Sverige, 2005
- De små fiskarna, Bokförlaget "Rizah Sheqiri" – Sverige, 2006

### Böcker på svenska
- Utan hem. Var ska man bo? (Övers. Ullmar Qvick och författaren) Bokförlaget Länsbibliotek Sydost & projektet "Broar, skattkistor och guld", 2002
- Ett hjärta fullt av kärlek, (Övers. Ullmar Qvick) barn- och ungdomsbok, verser, dikter - tvåspråkig albansk-svensk, Bokförlaget SHKSH ”Ardhmëria” Karlskrona 2003
- De små fiskarna, Bokförlaget "Rizah Sheqiri" – Sverige, 2006
- Sångens kung /Mbreti i këngës, tvåspråkig bok albansk-svensk Bokförlaget "Rizah Sheqiri" – Sverige, 2006

### Antologier
- Broar, skattkistor och guld, (sammanställt tillsammans med Ulf Nilsson) barn dikter på svenska och albanska, Bokförlaget Länsbibliotek Sydost & projektet "Broar, skattkistor och guld", 2002
- Anders Johansson, Klockan – Ora, Ölandstryckarna, Kalmar, 2002
- Medverkat i antologin "Fshehtësia e lirisë" (Frihetens hemlighet), med översatta dikter av A. Johansson, publicerat av Internationella Poesi Festivalen "Ditët e Naimit" i Tetovë, Makedonien, 2002

### Översättningar från svenska till albanska
- Den långa långa resan (Rruga e gjatë e gjatë) av Ilon Wikland & Rose Lagercrantz, Bokförlaget Blombergs och Kvinna till Kvinna, 1999
- Ernst Jandl & Norman Junge, Min tur, En bok för alla, Stockholm, 2004
- Thomas Nydahl,  Sista vinterresa, Bokförlaget Occident, 2006
- Ulf Löfgren, Lilla stora Ludde boken, bokförlaget Apec, Stockholm, 2008
- Medverkat med översättningar i boken Ge mig hopp ge mig liv av Siv Widerberg, Bokförlaget Podium, 2004

### Översättningar av barnbilderböcker
- Astrid Lindgren, Jag vill inte gå och lägga mig
- Astrid Lindgren, Peter och Petra
- Astrid Lindgren, Titta Madicken det snöar
- Astrid Lindgren, Jag vill också gå i skolan
- Ulf Nilsson, Ajö herr Muffin
- Ulf Nilsson, Liten mus på promenad
- Ulf Nilsson, Popcorn och Rufs
- Ulf Nilsson, Allt om kärlek
- Ulf Nilsson, Tänk om djuren var som människor
- Ulf Nilsson, Här är en liten gris
- Ulf Nilsson, Hur man gräver guld
- Per Nilsson, Min storebror
- Per Nilsson, Varför kommer du försent?
- Catarina Kruusval, Ellens boll
- Einar Norelius, Petter och hans 4 getter
- Anna–Clara Tidholm, Knacka på!
- Niki Daly, Kwela Jamela Afrikas drottning
- Carl Norac, Min jättestora pappa
- Helme Heine, Prins Björn
- Barbro Lindgren, dikter och Dollans dagis
- Ulf Sinst & Mati Lepp, Bullen plockar svamp
- Pija Lindenbaum, Lill- Zlatan och morbror raring
- Gunilla Bergström, Alfons och soldatpappan, och några andra Alfonsböcker
- Sven Nordqvist, Var är min syster?

### Översättningar av olika svenska poeters dikter
- Harry Martinson
- Tomas Tranströmer